# Hägerstensåsen (tunnelbanestation)
Hägerstensåsen trafikeras av T-bana 2 (röda linjen) och ligger i Hägerstensåsen mellan stationerna Telefonplan och Västertorp. Avståndet från station Slussen är 6,7 kilometer.
Stationen togs i bruk den 5 april 1964, när T-bana 2 invigdes. Det är en utomhusstation med en plattform på viadukt över Personnevägen. Det finns två biljetthallar, en nordlig mot Sedelvägen uppe på själva Hägerstensåsen och en sydlig mot Skidvägen i norra Västertorp. En föregångare till stationen togs dock i bruk redan 1946 för spårvagnar (linje 14 och 17). Sträckan Telefonplan–Hägerstensåsen, öppnades då förberedd för tunnelbana, delvis i tunnel, och utan vägkorsningar.

## Galleri

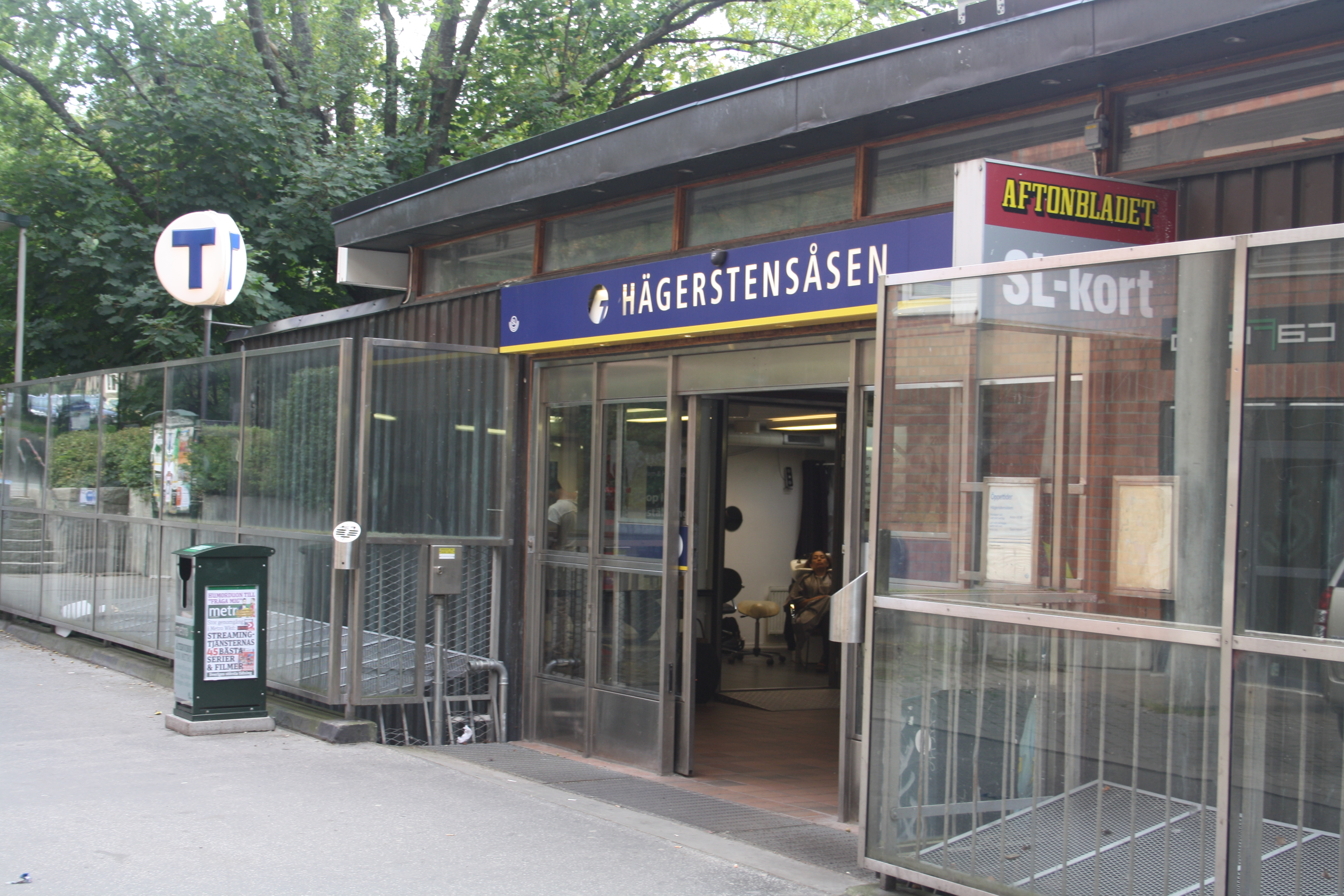
Ingång
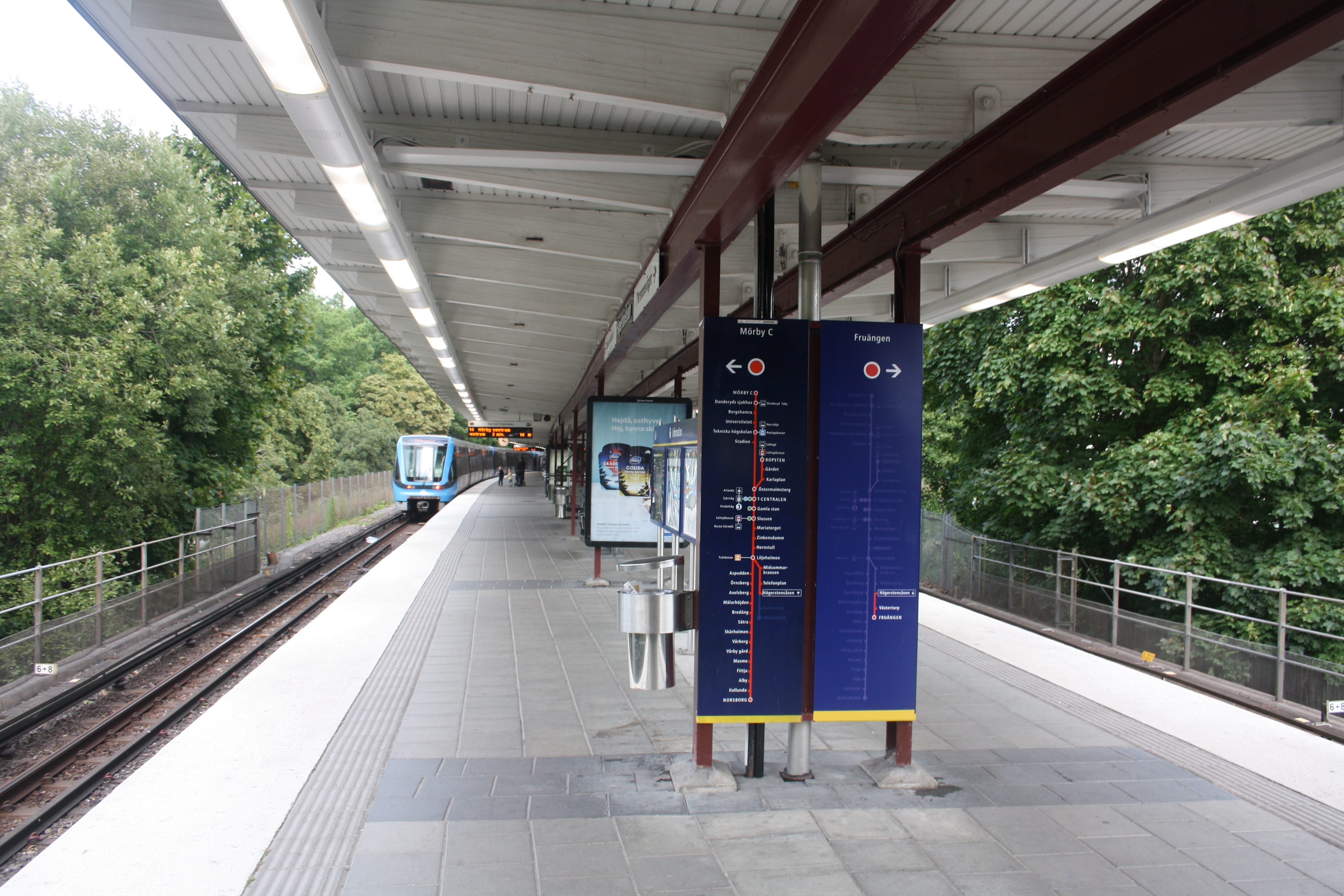
Perrong
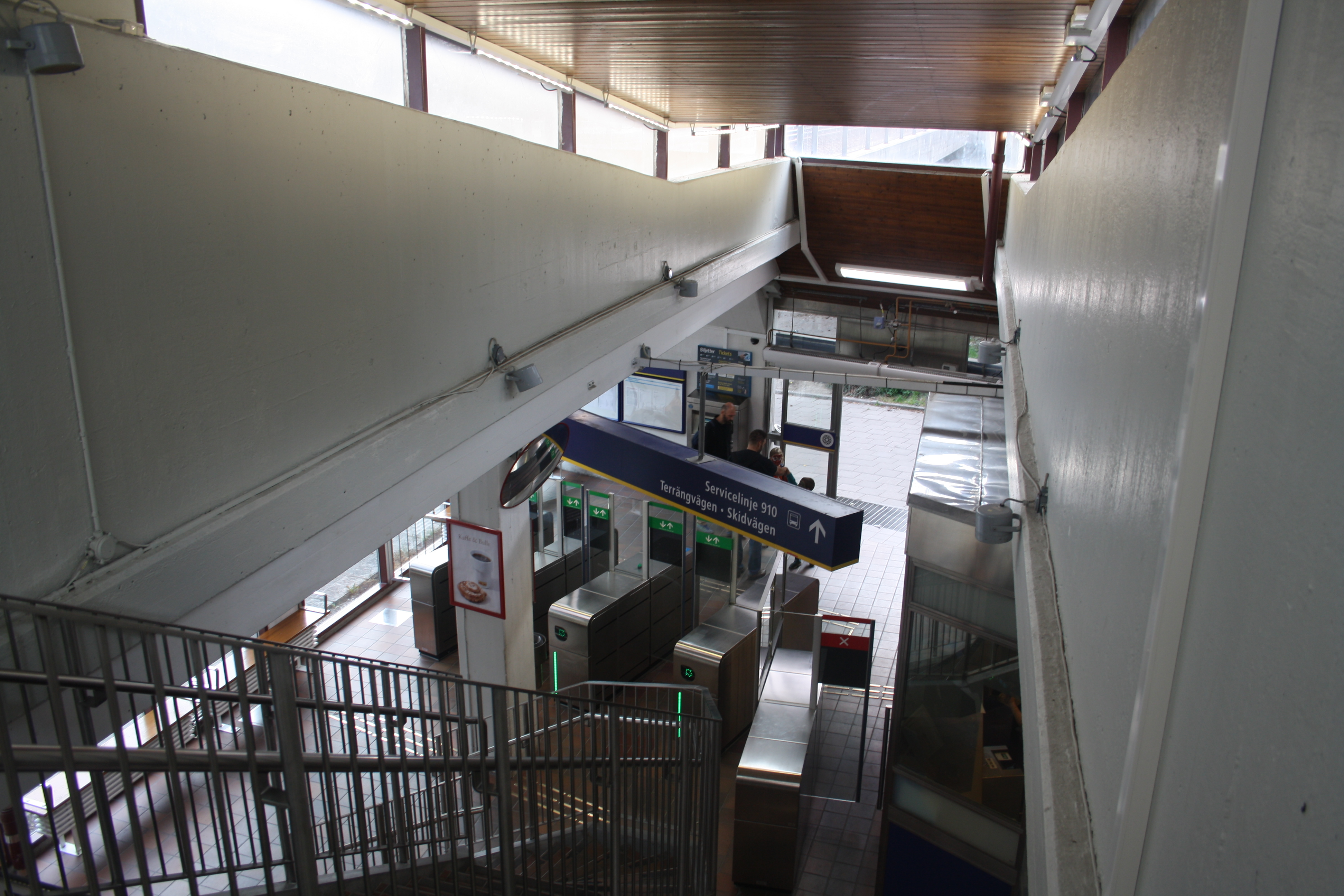
Spärren
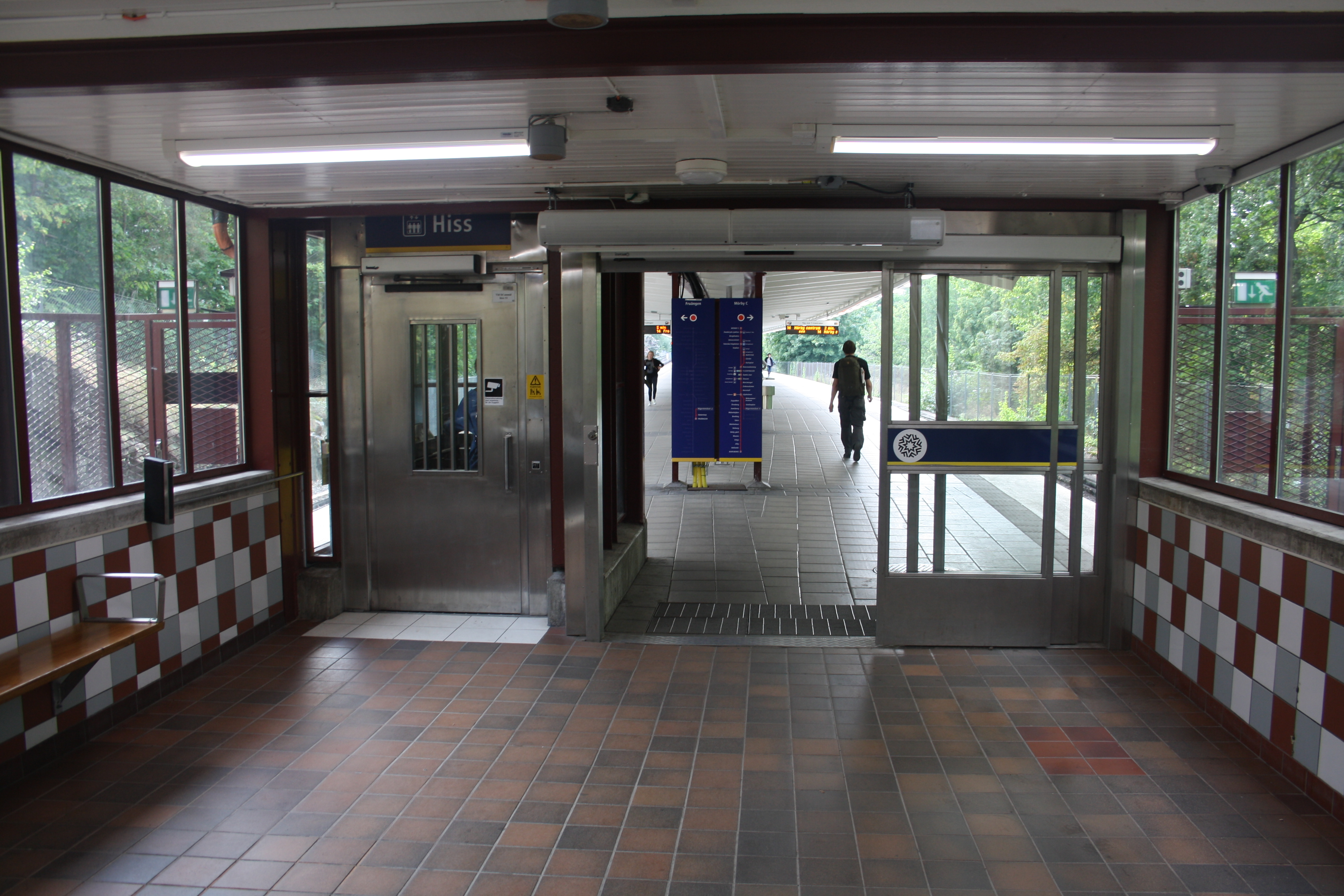
Vänthall